# 6074 Bechtereva
6074 Bechtereva eller 1968 QE är en asteroid i huvudbältet som upptäcktes den 24 augusti 1968 av den ryska astronomen Tamara Smirnova vid Krims astrofysiska observatorium på Krim. Den har fått sitt namn efter neurofysiologen Natalja Bechtereva.
Asteroiden har en diameter på ungefär fem kilometer och tillhör asteroidgruppen Nysa.